# Catherine d'York
Titre
Comtesse de Devon
10 mai 1511 – 9 juin 1511
Catherine d'York est une princesse anglaise de la maison d'York née le 14 août 1479 au palais d'Eltham, à Greenwich, et morte le 15 novembre 1527 au château de Tiverton, dans le Devon.

## Biographie
Catherine est la sixième des sept enfants ayant survécu à la petite enfance du roi d'Angleterre Édouard IV et de son épouse Élisabeth Woodville. Peu de temps après sa naissance, son père envisage déjà une union pour elle avec le prince des Asturies Jean, fils de Ferdinand d'Aragon et Isabelle de Castille. Ce projet n'aboutit pas. Édouard IV meurt en avril 1483, alors qu'elle n'a que trois ans. Son oncle Richard, qui s'empare du trône quelques mois plus tard, assoit sa légitimité en faisant déclarer illégitimes tous les enfants de son frère par le Parlement (Titulus Regius). Cette décision est annulée après la mort de Richard et l'avènement de Henri Tudor, qui épouse Élisabeth, la sœur aînée de Catherine. En 1487, Henri VII négocie un mariage pour Catherine avec le duc de Ross, deuxième fils du roi d'Écosse Jacques III, auquel il souhaite également faire épouser Élisabeth Woodville. Ce projet est abandonné après la mort de Jacques III à la bataille de Sauchieburn, en juin 1488.
En fin de compte, Catherine se marie en 1495 avec Guillaume Courtenay, l'héritier du comte de Devon Édouard Courtenay (mort en 1509). Ils ont trois enfants :
- Henri (vers 1496 – 9 janvier 1539), 1er marquis d'Exeter ;
- Édouard (vers 1497 – 12 ou 13 juillet 1502) ;
- Marguerite (vers 1499 – avant 1526), qui épouse le comte de Worcester Henry Somerset.

Le couple réside à la cour royale jusqu'en 1502, date à laquelle Guillaume, soupçonné d'avoir participé au complot visant à remplacer Henri VII par le comte de Suffolk Edmond de la Pole, est jeté en prison. Il y reste jusqu'à la mort du roi, en 1509. Son successeur, Henri VIII, rétablit Guillaume Courtenay dans ses domaines, son père Édouard étant lui aussi mort en 1509. Guillaume reçoit ainsi le titre de comte de Devon en 1511, mais il meurt quelques semaines plus tard. Sa veuve fait vœu de chasteté et reçoit du roi en février 1512 la pleine jouissance du comté de Devon pour le reste de ses jours. Son fils aîné Henri, âgé de dix ans, reçoit le titre de comte en novembre.
Catherine réside dès lors au château de Tiverton, dans le Devon, ne faisant plus que de brèves apparitions à la cour du roi. Grâce aux revenus de son domaine, estimés à 2 750 £ par an, elle mène une existence confortable jusqu'à sa mort, le 15 novembre 1527, à l'âge de quarante-huit ans. Elle est inhumée en l'église Saint-Pierre de Tiverton.
Catherine apparaît dans la série The White Princess, jouée par l'actrice Ava Masters. Cette série a pour personnage principal Élisabeth d'York, sœur aînée de Catherine.